# Oxyopes lineatipes
Oxyopes lineatipes är en spindelart som först beskrevs av Carl Ludwig Koch 1847.  Oxyopes lineatipes ingår i släktet Oxyopes och familjen lospindlar. Inga underarter finns listade i Catalogue of Life.

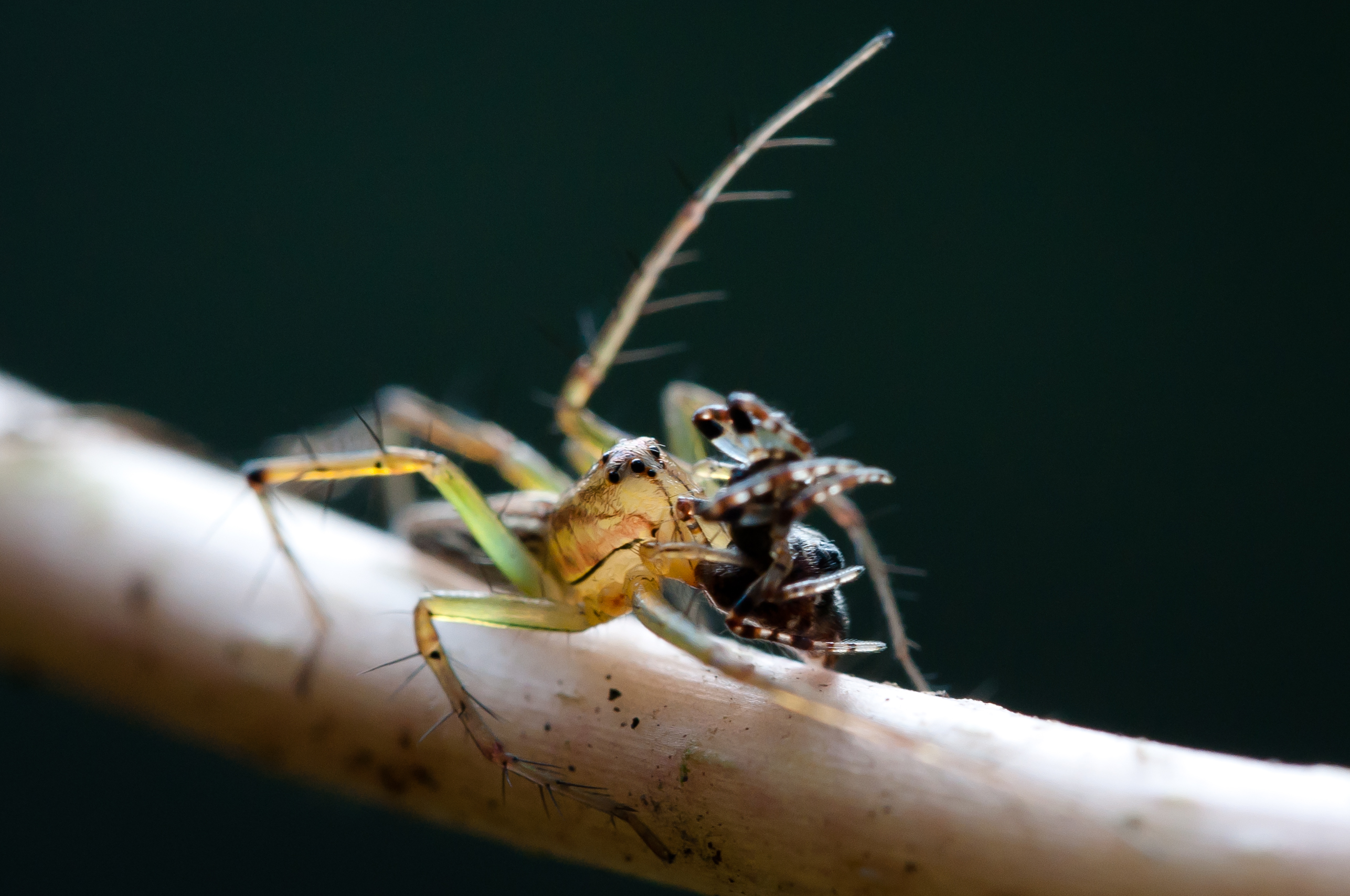
Oxyopes lineatipes - Khao Yai Nationalpark, Thailand